# الاقتراح الأمريكي بشأن الوصاية على فلسطين
الاقتراح الأمريكي بشأن الوصاية على فلسطين، المعروف رسميا باسم مقترح الولايات المتحدة بشأن وصاية الأمم المتحدة المؤقتة لفلسطين، وأعلنه الرئيس هاري س. ترومان في 25 مارس 1948، كانت خطة معدلة من حكومة الولايات المتحدة لمستقبل الانتداب البريطاني لفلسطين. جاء الاقتراح بعد أربعة أشهر من الموافقة في الجمعية العامة على خطة الأمم المتحدة لتقسيم فلسطين التي حظيت بدعم قوي من الولايات المتحدة، ومثل تحولا كبيرا في السياسة استجابة للحرب الأهلية المستمرة منذ عام 1947-1948 في فلسطين الانتدابية.

## معلومات أساسية
في 18 مارس، أفادت لجنة الأمم المتحدة الخاصة المعنية بفلسطين بأنها لم تتمكن من ترتيب هدنة وأوصت بوضع وصاية مؤقتة لفلسطين من أجل استعادة السلام.
وفي اليوم التالي، أعلن سفير الولايات المتحدة لدى الأمم المتحدة وارين أوستن أن الولايات المتحدة تعتقد أن تقسيم فلسطين لم يعد خيارا قابلا للتطبيق. وفي 20 مارس، أكد وزير خارجية الولايات المتحدة جورج مارشال وجهة نظر الولايات المتحدة بأن الاقتراح المتعلق بوضع وصاية مؤقتة للأمم المتحدة لفلسطين هو الفكرة الوحيدة التي يجري النظر فيها حاليا والتي من شأنها أن تسمح للأمم المتحدة بمعالجة الوضع الصعب في فلسطين.
ووفقا لمكتبة ترومان، كتب ترومان عددا من البيانات الشخصية في الأيام التالية لتسجيل وجهة نظره قبل الإعلان في 25 مارس:
- 21 مارس 1948: كتب الرئيس ترومان في مذكراته بشأن الحيرة التي تسببت فيها معالجة وزارة الخارجية لمسألة الوصاية: «أقضي اليوم في محاولة لتصحيح ما حدث. لا حظ. مارشل يدلي ببيان. لا يساعد قليلا.»
- 21 مارس 1948: كتب الرئيس ترومان إلى أخته ماري جين ترومان أن «المتآمرين في السراويل» في وزارة الخارجية «كوروا تماما الوضع في فلسطين». ولكنه يكتب «قد ينجح الأمر على أي حال على الرغم منهم».
- 22 مارس 1948: كتب الرئيس ترومان إلى أخيه فيفيان ترومان فيما يتعلق بفلسطين: «أعتقد أن الشيء الصحيح الذي يتعين القيام به، والشيء الذي كنت أفعله، هو أن أفعل ما أعتقد أنه الصواب والسماح لهم جميعا بالذهاب إلى الجحيم.»

## الاقتراح
أيد اقتراح الوصاية لوي دبليو هندرسون رئيس مكتب شؤون الشرق الأدنى الذي عارض دعم الولايات المتحدة للتقسيم لاعتقاده بانه سيضر بمصالح الولايات المتحدة في الدول العربية. وقد صاغ الاقتراح كلارك كليفورد، مستشار البيت الأبيض وماكس لونشتاين.
«وقد اقترحت الولايات المتحدة على مجلس الأمن وصاية مؤقتة للأمم المتحدة لفلسطين لتوفير حكومة للحفاظ على السلام. ولم يقترح مثل هذا النوع من الوصاية إلا بعد أن استنفدنا كل جهد لإيجاد وسيلة لتنفيذ التقسيم بالوسائل السلمية. ولا يتم اقتراح الوصاية كبديل لخطة التقسيم بل كمحاولة لملء الفراغ الذي سيتم إنشاؤه قريبا بإنهاء الانتداب في الخامس عشر من مايو. ولا يخل الوصاية بطابع التسوية السياسية النهائية. انها ستحدد شروط النظام التي تعتبر ضرورية للتوصل إلى حل سلمي».